# ريبيكا كابوغو
ريبيكا كابوغو (بالفرنسية: Rebecca Kabugho)‏ ولدت في 4 سبتمبر / أيلول 1994، وهي ناشطة كونغولية اعتقلتها الحكومة. وقيل إنها واحدة من أصغر سجناء الرأي وحصلت على جائزة نساء الشجاعة الدولية في عام 2017.

## حياتها
ولتد كابوغو في مدينة غوما عام 1994 في جمهورية الكونغو الديمقراطية. كانت عضوًا في جمعية النضال من أجل التغيير التي تم تأسيسها في مسقط رأسها في يونيو 2012. كان يرمز لها بـLUCHA حركة سلمية تصاعدية غير عنيفة من أجل التغيير.
وعارضت وكالة المخابرات الوطنية في الكونجو حركة (LUCHA) ووصفتها بأنها «حركة تمرد».
وكانت ريبيكا كابوغو واحدة من ستة أعضاء اعتقلوا في 16 فبراير بعد عدة احتجاجات سلمية ولكن الاحتجاج في ذلك الوقت كان يدعى «المدينة الميتة».
واتهمت هي والرجال الخمسة الآخرين بتشجيع ودعوة إلى العصيان المدني وذلك بسبب تجاهل الرئيس جوزيف كابيلا لدستور الكونغو.
وقضت ريبيكا ستة أشهر في سجن في بلدتها الأم، في حين تم الإشادة بها على وسائل الإعلام والتواصل الاجتماعي ووصفتها الصحافة الدولية بأنها «واحدة من أصغر سجناء الرأي في العالم».
وفي 19 ديسمبر / كانون الأول 2016، كانت ريبيكا من بين 19 ناشطاً آخرين تم اعتقالهم مرة أخرى بسبب احتجاجهم على ما يعتبرونه حكومة غير دستورية. وقد أُفرج عنها في غضون أسبوع، لكنها استمرت في كونها من أبرز المناصرين السلميين لتطوير وتنمية الكونغو.
حصلت ريبيكا على جائزة نساء الشجاعة الدولية من ميلانيا ترامب في مارس 2017 مع اثنتي عشرة امرأة أخرى.